# Parafia św. Andrzeja Apostoła w Konojadzie
Parafia św. Andrzeja Apostoła w Konojadzie – parafia rzymskokatolicka, znajdująca się w archidiecezji poznańskiej, w dekanacie kościańskim.

## Historia
Konojad stanowił własność biskupów poznańskich, od XIV wieku jako uposażenie biskupów pomocniczych (sufraganów). Parafia przy podziale diecezji na archidiakonaty w 1298 roku nie została wymieniona. Pierwotnie nosiła tytuł św. Andrzeja i św. Małgorzaty - stąd przypuszczalnie została erygowana przez bp. Andrzeja Zarembę przed 1317 rokiem. Dokument z 1380 roku wspomina konjadzkiego plebana Jana. W XVII/XVIII wieku istniał kościół o konstrukcji szkieletowej fundowany przez bp. Jakuba Brzeźnickiego. Kolejny zbudowany w 1816 roku spłonął w 1835. Obecny kościół parafialny wzniesiono w latach 1854-1874, konsekrowano w 1896 roku przez abp. Floriana Stablewskiego. Początkowo parafia przynależała do dekanatu grodziskiego w archidiakonacie pszczewskim, obecnie znajduje się w dekanacie kościańskim. 

## Terytorium
- Doły,
- Konojad,
- Łagiewniki,
- Maksymilianowo,
- Sepienko,
- Sepno,
- Szczepowice.

## Proboszczowie
- 1858-1877 ks. Symforian Tomicki[3][4]
- 1937-1952 ks. Adam Rogalewski,
- 1952-1965 ks. Stanisław Nowak,
- 1965-1978 ks. Kazimierz Dworak,
- 1978-1994 ks. Roman Ptak,
- 1994-2004 ks. Marek Szukalski,
- 2004-2015 ks. Stanisław Walenszczak,
- od 2015 ks. Ziemowit Stodulny.